# Trnovo (ort i Bosnien och Hercegovina)
Trnovo är en ort i Bosnien och Hercegovina.   Den ligger i entiteten Republika Srpska, i den sydöstra delen av landet, 22 km söder om huvudstaden Sarajevo. Trnovo ligger 817 meter över havet och antalet invånare är 2 192.
Terrängen runt Trnovo är kuperad söderut, men norrut är den bergig. Trnovo ligger nere i en dal. Närmaste större samhälle är Pale, 19,5 km nordost om Trnovo. 
I omgivningarna runt Trnovo växer i huvudsak lövfällande lövskog. Runt Trnovo är det ganska tätbefolkat, med 70 invånare per kvadratkilometer.